# Алабино (деревня, Московская область)
Алабино — деревня в Московской области России. Входит в Наро-Фоминский городской округ.
C 2006 до 2017 гг. относилась к городскому поселению Селятино, до 2006 года — к Петровскому сельскому округу Наро-Фоминского района.
В 2004 году с деревней Алабино был объединён дачный посёлок Алабино, бывший посёлком городского типа с 1939 до 2004 гг.
Население — 651 чел. (2010).

## География

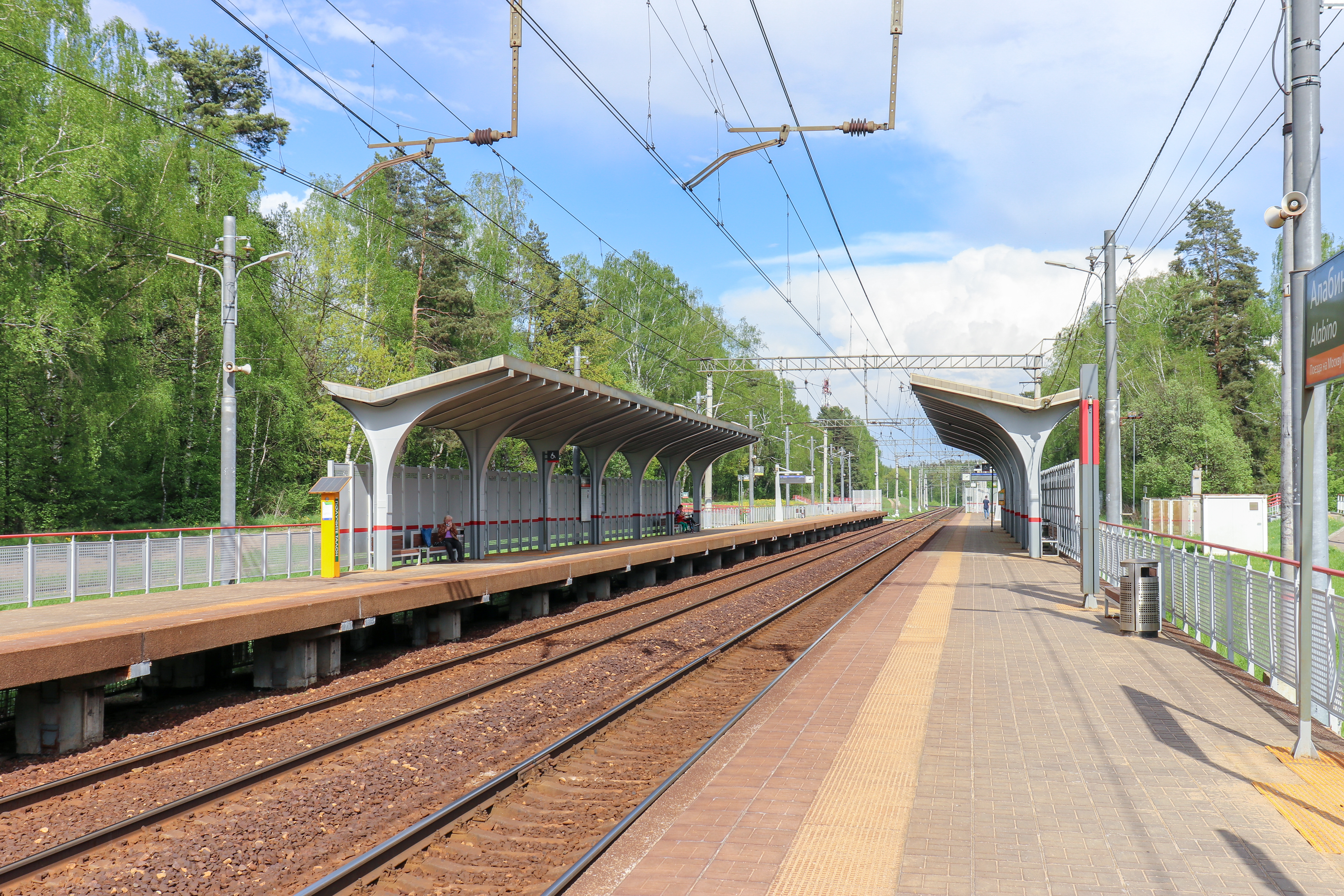
железнодорожная платформа Алабино

Деревня расположена на северо-востоке района, примерно в 22 км к северо-востоку от Наро-Фоминска, у правого берега реки Десны, фактически — северо-восточная (через автодорогу А107 Московское малое кольцо) окраина рабочего посёлка Селятино, высота центра над уровнем моря 189 м. Ближайшие населённые пункты — город Апрелевка на противоположном берегу реки, село Петровское примыкает на севере и Софьино южнее, за шоссе М3 Украина. У северной окраины железнодорожная платформа Алабино Киевского направления Московско-Смоленского отделения Московской железной дороги.

## Население
| 2002 | 2006 | 2010 |
| ---- | ---- | ---- |
| 179  | ↗590 | ↗651 |

## Инфраструктура
В деревне числятся 4 улицы и 1 тупик. В деревне работают профессиональное училище № 71, детский сад № 55 Берёзка.